# La Virgen, Durango
La Virgen är en ort i Mexiko.   Den ligger i kommunen Tlahualilo och delstaten Durango, i den centrala delen av landet, 800 km nordväst om huvudstaden Mexico City. La Virgen ligger 1 100 meter över havet och antalet invånare är 489.
Terrängen runt La Virgen är mycket platt. Runt La Virgen är det glesbefolkat, med 9 invånare per kvadratkilometer. Närmaste större samhälle är San Francisco de Horizonte, 4,9 km väster om La Virgen. Trakten runt La Virgen består till största delen av jordbruksmark.